# ČD-Baureihe 714
Die ČD-Baureihe 714 ist eine dieselelektrische Lokomotive des tschechischen Eisenbahnverkehrsunternehmens České dráhy (ČD). Sie entstanden im Rahmen eines Rekonstruktionsprogrammes aus Fahrzeugen der Baureihe 735 (vormals T 466.0). Dabei wurde von den Spenderlokomotiven nur der Rahmen und die Drehgestelle verwendet.

## Technische Merkmale

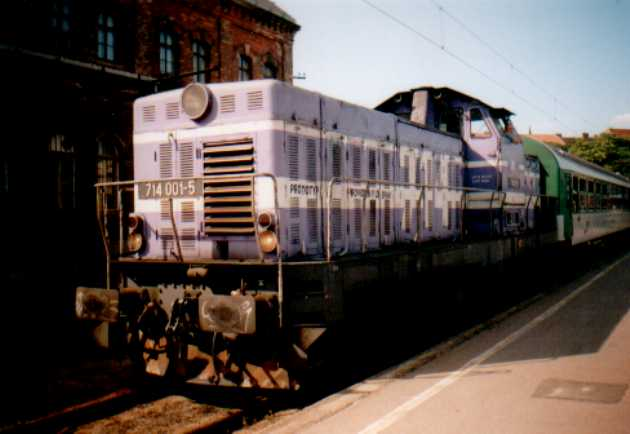
Prototyp 714.001 mit Originalaufbauten

Anstatt des originalen Pielstick-Motors erhielten die Lokomotiven nunmehr zwei Maschinenanlagen mit LIAZ-Dieselmotoren, die denen der Baureihe 704 gleichen. Jede der Maschinenanlagen gibt ihre Leistung auf je ein Drehgestell ab, so dass ein Betrieb mit nur einem Motor problemlos möglich ist. Als Betriebsbremse dient zusätzlich eine elektrische Widerstandsbremse mit einer Leistung von 1020 kW. Außer den beiden Prototypen erhielten die Lokomotiven neue Aufbauten, die durch ihre niedrige Bauform dem Lokführer eine gute Streckensicht ermöglichen.